# Evigila
Evigila ist ein Album der Musiker Tua und Vasee. Es erschien am 3. Dezember 2010 über das Stuttgarter Label Chimperator Productions.

## Entstehung
Tua und Vasee nahmen das Album bereits Mitte 2009 auf und ließen es zunächst unveröffentlicht auf ihrer Festplatte. Nachdem Tua im Juli 2010 einen Künstler-Vertrag bei Chimperator Productions unterschrieben hatte, entschieden sich die beiden Musiker die aufgenommenen Stücke als Skizzen zu benutzen und zu überarbeiten. Im August 2010 stellten Tua und Vasee Evigila im HinterdemHorizont Media Studio in Reutlingen fertig. Mitte September wurde die Veröffentlichung des Albums für den 3. Dezember 2010 angekündigt.

## Konzept
Der Album-Titel Evigila ist Latein und bedeutet übersetzt Wache auf. Laut Tua stehe Evigila für eine Stadt, „die aus Angst und Zweifel erbaut wurde.“ Die düstere Stadt müsse eingerissen und neu aufgebaut werden, damit die Möglichkeit gegeben wird, aufzuwachen. Darüber hinaus stelle Evigila auch die Quelle der Inspiration für die Musiker dar, was daran erkennbar ist, dass sich die Musik von Tua und Vasee durch Melancholie auszeichnet.

## Titelliste

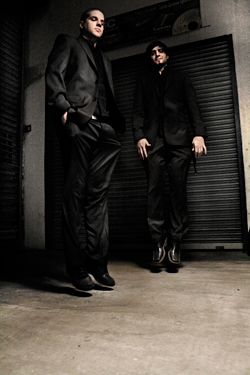
Tua und Vasee

1. Die Stadt – 3:32
2. Aufgeben – 4:38
3. Soll das alles sein – 3:55
4. Der Präsident – 3:57
5. Alles funktioniert – 3:37
6. Szene in der Wüste – 4:01
7. Der Passant – 4:06
8. Roter Luftballon – 5:15
9. Wer ich sein will – 3:30
10. Das Blut – 4:39
11. Der Pianist – 1:46
12. 2 in 1 – 3:53
13. Bei dir – 9:35

## Produktion
Die Musik des Albums wurde gemeinsam von Tua und Vasee produziert. Einzige Ausnahmen bilden die Stücke Der Präsident und Der Pianist, deren Melodien ausschließlich von Tua beigesteuert worden sind. Für das Lied Aufgeben wurde zusätzlich Gitarre durch den Musiker A. Rau eingespielt. Tua und Vasee übernahmen im Anschluss an die Aufnahmen auch die Abmischung. Die Audionachbearbeitung des Masterings erfolgte durch Volker „IDR“ Gebhardt für Hustle Heart.

## Vermarktung

### Lieder und Videos
Anfang Oktober 2010 erschien eine erste Hörprobe des Lieds Die Stadt. Als erstes Video wurde das Stück Straßen dieser Erde, eine Cover-Version eines Bruce-Springsteen-Songs, umgesetzt. Das Video entstand unter der Regie von Vasilios Parashidis, der auch die Kameraarbeit übernommen hat. Für die Internetseite Motor.de stellten Tua und Vasee einen Remix zum Stück Für immer zur Verfügung. Der Titel war im Original bereits auf Tuas Album Grau erschienen. Der kostenlos bereitgestellte Remix wurde auch visuell umgesetzt. Für die Internetseite Rap.de stellten Tua und Vasee das Stück Schnee im August zur Verfügung.
Im Januar 2011 präsentierte Tua in einem Video die Erstellung eines Beats, der komplett aus mit einer Wodka-Flasche erzeugten Tonelementen besteht. Diese Methode verwendete Tua daraufhin um einen Remix zu dem Titel Die Stadt aufzunehmen. Der Remix wurde auch visuell umgesetzt und ins Internet gestellt. Mitte Januar folgte ein Dubstep-Remix zu dem Song Wer ich sein will. Zudem erschienen Dubstep-Remixe zu Roter Luftballon und Die Stadt. Im Februar 2011 wurde ein Musikvideo zu Roter Luftballon veröffentlicht. Das Video lehnt sich an den französischen Film Der rote Ballon an.
Mehr als ein Jahr nach der Veröffentlichung des Albums erschien ein Remix des Stücks Aufgeben, der von dem Produzenten Dirty Dasmo angefertigt worden war.

### Single
Am 19. November 2010 erschien Die Stadt als Download-Single. Ein dazugehöriges Video entstand unter der Regie von Vassilios Parashidis. Dieser übernahm dabei wie bereits bei der Umsetzung des Videos zu Straßen dieser Erde auch die Kameraarbeit.

### Tournee
Im Anschluss an die Veröffentlichung des Albums, absolvieren Vasee und Tua eine gemeinsame Konzert-Tournee. Diese wird am 10. Dezember 2010 mit einem Konzert im Jolly Joker in Braunschweig beginnen und am 29. Januar im Kölner Underground beendet werden. Insgesamt werden die Musiker zehn Konzerte spielen.

## Kritik
Das HHV-Magazin lobte Evigila in einer Kritik als ein Album, das den Namen „Kunstwerk“ verdiene. Tua und Vasee haben aus Sicht des Redakteurs Jan Wehn eine Stadt mit Windungen und Abgründen konstruiert, die sich im Kopf des Zuhörers wiederfinden lassen. Die Produktion der Stücke bewege sich zwischen „Ostblockfolklore und waberndem Spartenelektro.“ Dennoch wird in der Kritik angemerkt, dass es sich bei Evigila nicht um „Rapmusik im klassischen Sinne“ handele, sodass eine grundsätzliche Offenheit vom Zuhörer gefordert wird. Wenn diese Bereitschaft gegeben ist, sei das Album aufgrund seiner „wohlbedachten und behutsam konzeptionierten Details“ spannend zu hören.
Das Hip-Hop-Magazin Juice bewertete Evigila mit vier von möglichen sechs Kronen und lobte die kryptischen Songs wie „Szenen der Wüste“ oder „Roter Luftballon“, die durch starke Bildsprache punkten. Zudem wurde das akribisch durchdachte Konzept und die enorme Detailverliebtheit sowie die musikalischen Vorlieben für Drum and Bass, IDM und Dubstep. Allerdings wurden die teilweise etwas zu platten Texte kritisiert. Die Idee hinter „Evigila“ könnte dem gemeinen Rap-Hörer wegen ihrer komplexen Metaphorik, den divergenten Deutungsebenen und dem düsteren Sound ein wenig prätenziös und pseudoavantgardistisch einfahren.